# Matvievka, Pervomaiske
Matvievka (în ucraineană Матвієвка) este un sat în comuna Pravda din raionul Pervomaiske, Republica Autonomă Crimeea, Ucraina.

## Demografie
Componența lingvistică a localității Matvievka
     Rusă (55,29%)
     Ucraineană (33,24%)
     Tătară crimeeană (11,47%)
Conform recensământului din 2001, majoritatea populației localității Matvievka era vorbitoare de rusă (55,29%), existând în minoritate și vorbitori de ucraineană (33,24%) și tătară crimeeană (11,47%).